# 貓國物語…NEARGO
貓國物語…NEARGO系列繪本（日语：ネコ町物語…ナーゴ）是由莫莉薊野（日语：モーリーあざみ野）著作的繪本，全系列共五集。貓國物語是以「真實加虛構」的手法寫、畫的，每一本書都會留有篇幅介紹貓國，故事中虛構的貓國Neargo位於義大利熱那亞附近，以貓多出名。前兩集的內容偏重於貓的生活故事，貓城小事的內容則以Neargo城為重點。
日文原作於2001年開始出版，繁體中文版由台灣積木文化於2007年開始出版，胡儀芳譯。中国大陆由南海出版社出版。

## 故事
貓國物語
貓國物語NEARGO的第一集，以生活在貓城的一百零二隻貓為主題，介紹每隻貓咪鮮明的樣貌、個性、癖好、生長背景、甚至職業等，以及和人類之間的有趣互動，書末附有貓咪小卡片。
子貓絮語
貓國物語NEARGO的第二集，收錄第一集102隻貓當中，41隻貓主角最惹人疼愛的小時候，另增加30隻第一集中未介紹的小貓們逗趣的姿態和種種古怪癖好。
除此之外，子貓絮語有詳細介紹NEARGO城的觀光資訊，介紹貓國知名景點的風光；介紹NEARGO基金會的起源、運作方式與基金會日的歡樂活動，書末還可製作屬於自己的貓咪面具或製作貓國身分證。
貓城小事
貓國物語NEARGO的第三集，以貓城為主體架構，分區介紹貓城和該區代表貓，內穿插著貓國著名景點的詳細介紹和各種項目競賽，書末有作者在貓城上的生活札記。
我最愛的貓國
貓國物語NEARGO的第四集。
花貓幻語
貓國物語NEARGO的第五集。

### 設定
Neargo城
貓國物語中雖然在書中聲明NEARGO是現實社會中存在於義大利米蘭南方145公里，人口20000人，面積44平方公里的一個真實的城市，但實際上義大利並沒有名為「Neargo」的城市。
故事中，Neargo以中央大橋與義大利連接，是獨立的國家，擁有自己的貨幣Ｎ。城中的道路有曼其肯大道、索馬利大道、哈瓦納大道、Bricks大道。該國官方語言為英語，但街上也隨處可見義大利文的招牌或路標。島上居住了兩萬兩千隻貓。
故事內設定的歷史在14世紀初，跟著建造納貝爾克城的納貝爾伯爵移居到Neargo 的50多隻貓，就是該地貓咪的祖先。不久由老鼠引發的「黑死病」肆虐島上，最後有賴被移居至島上的貓消滅。從此之後貓被島上的人民視為英雄，從此被稱為"Brave of NEARGO"，不論是任何身份的貓，都能得到島上居民的敬重及愛護，成為真正的「貓之國」。Neargo的貨幣、郵票、火車票等亦印有貓的圖案。

## 外部連結
- （日語） 貓國物語日文官網 （页面存档备份，存于）
- （繁體中文） 貓國物語繁體中文官網 （页面存档备份，存于）